# Pál Szinyei Merse
Pál Szinyei Merse (Chminianska Nová Ves, 4 luglio 1845 – Jarovnice, 2 febbraio 1920) è stato un pittore e politico ungherese.

## Biografia
Nato in Slovacchia, a Szinyeújfalu, oggi Chminianska Nová Ves, fu uno degli alunni dei corsi di pittura, tenuti all'Accademia delle belle arti di Monaco di Baviera dal pittore tedesco Karl Theodor von Piloty.
Amico e collega del pittore tedesco Wilhelm Leibl e del pittore austriaco Hans Makart, Pál Szinyei Merse si recò a Parigi, ma in tarda età, e lì rimase incantato dalla pittura en plein air, che era in grado di trasmettere gli effetti cromatici della luce solare. In una armonia di colori, immerse la sua pittura nella luce naturalmente diffusa: è stato quindi uno dei primi pittori, dell'Europa centrale, ad aderire al movimento artistico dell'impressionismo.
All'Esposizione universale di Vienna del 1873 - Fiera mondiale di Vienna che aveva il motto Cultura ed educazione - fu premiato con una medaglia, per la tela Stabilimento di bagni. Nel 1905 Pál Szinyei Merse assunse la carica di presidente dell'Università ungherese delle belle arti.
Un suo Autoritratto, dipinto nel 1897 ed esposto a una mostra a Budapest nel 1906, è oggi visibile agli Uffizi, nel Corridoio vasariano.
Nel corso della sua attività di uomo politico, Pál Szinyei Merse fu eletto all'Assemblea nazionale ungherese e in questa veste si occupò attivamente dell'educazione artistica nelle scuole.

## Galleria d'immagini

Dipinti alla Galleria nazionale ungherese, Budapest
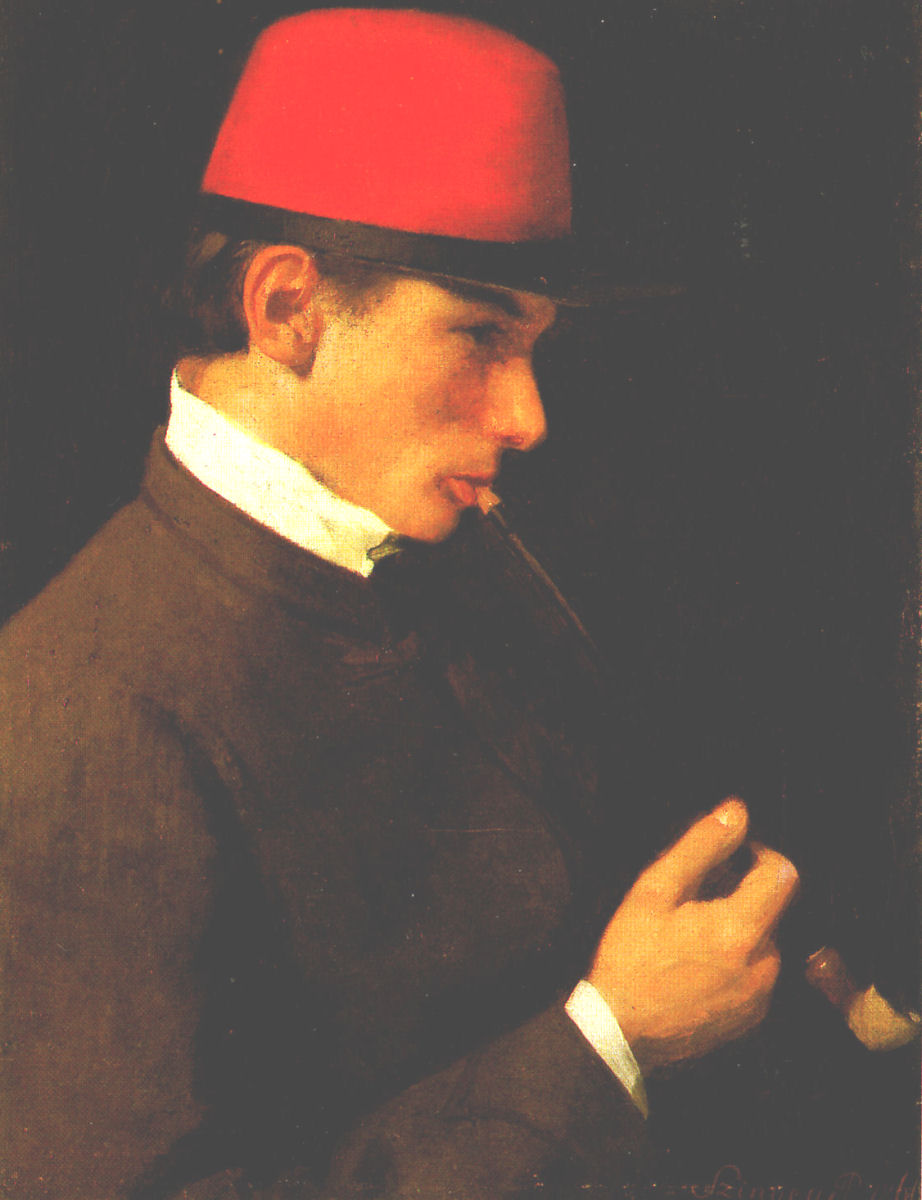
Ritratto del fratello, 1866
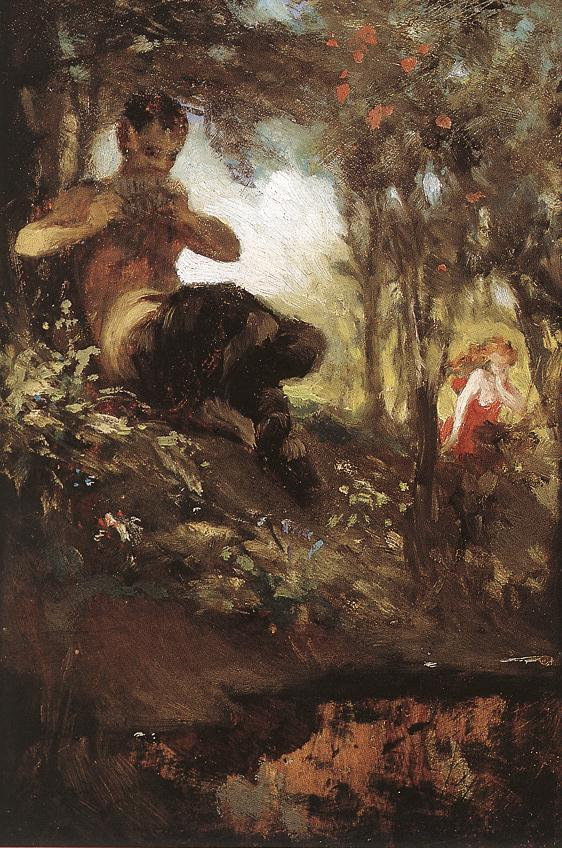
Fauno e Ninfa, 1867
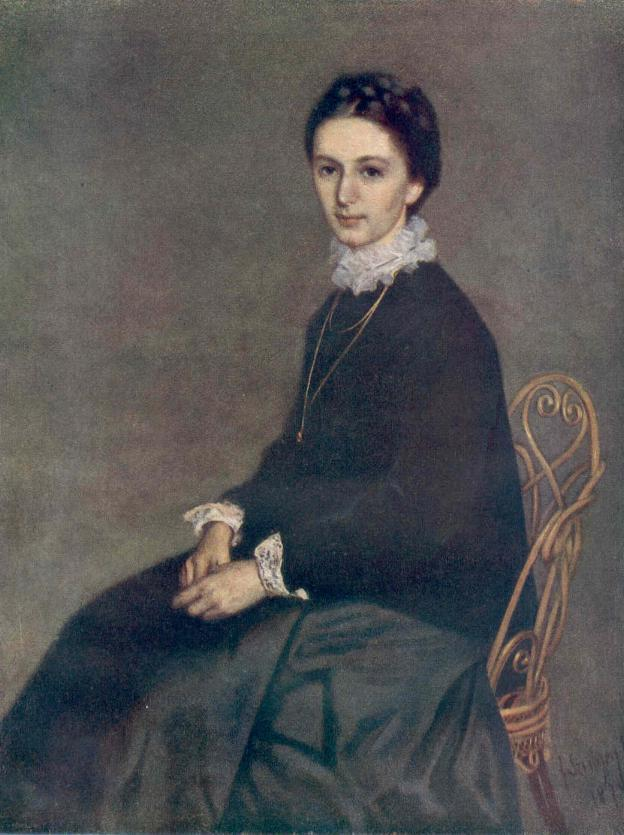
Ritratto di Ninon Szinyei Merse, 1870
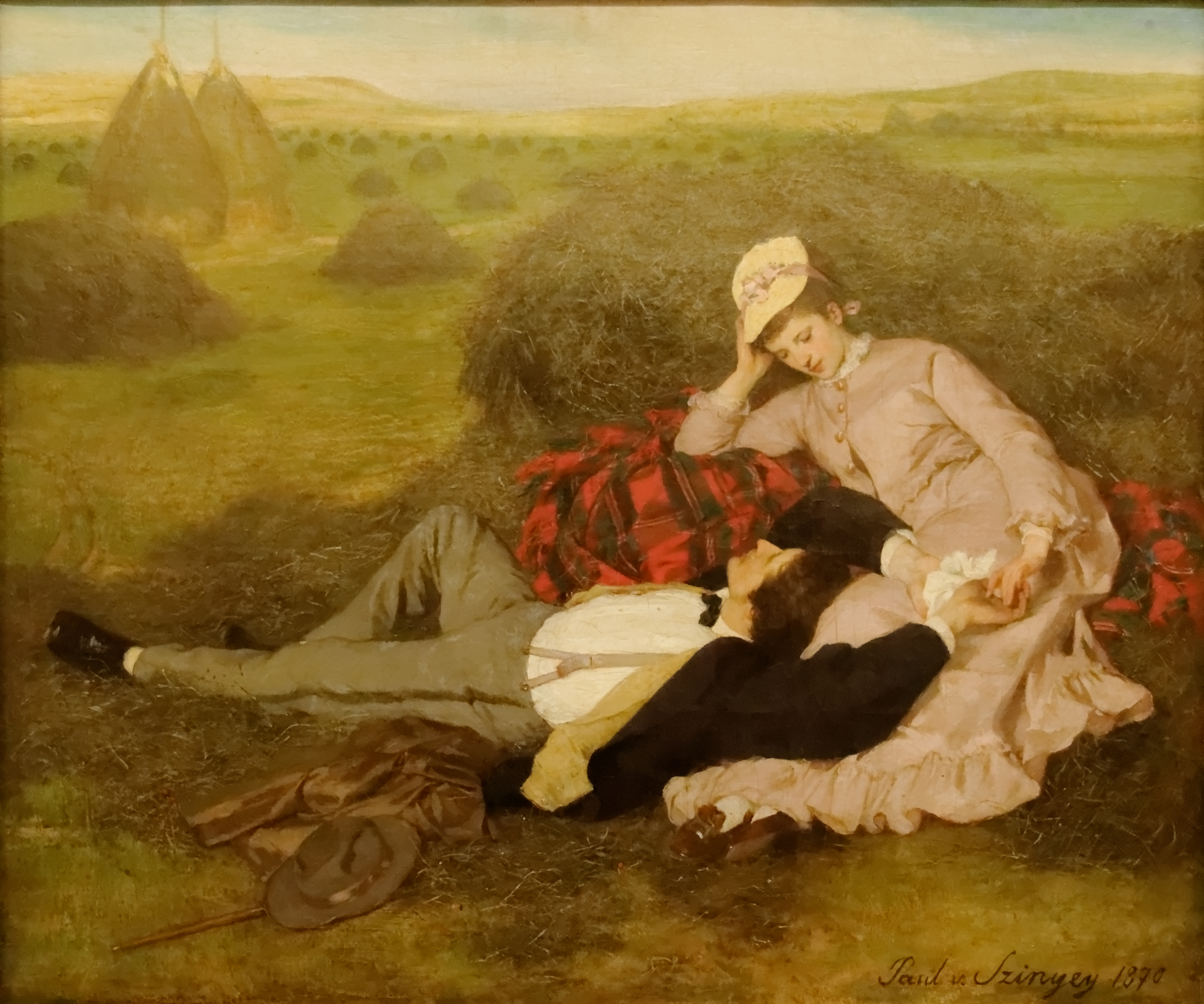
Amanti, 1870
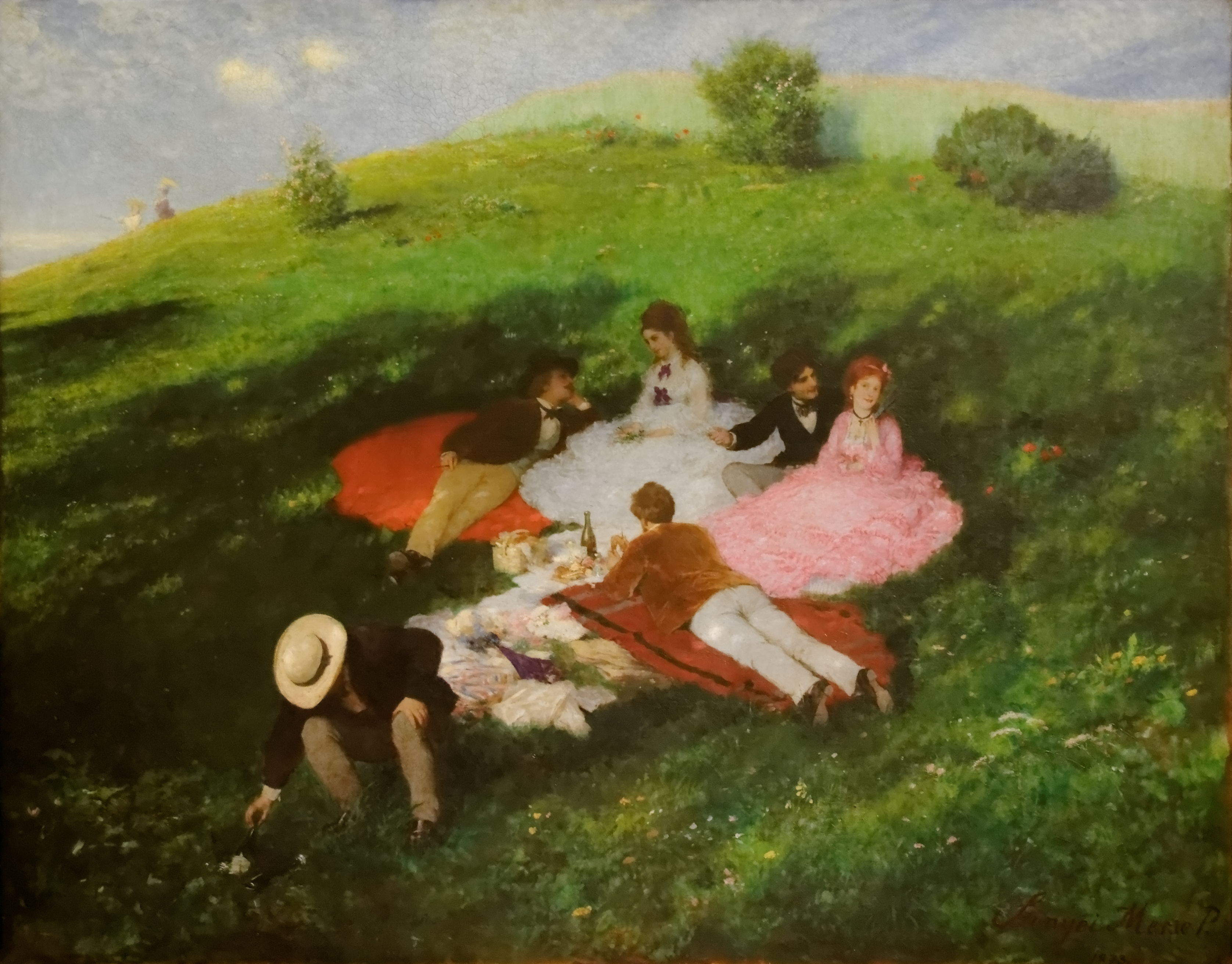
Pique-nique a maggio, 1873
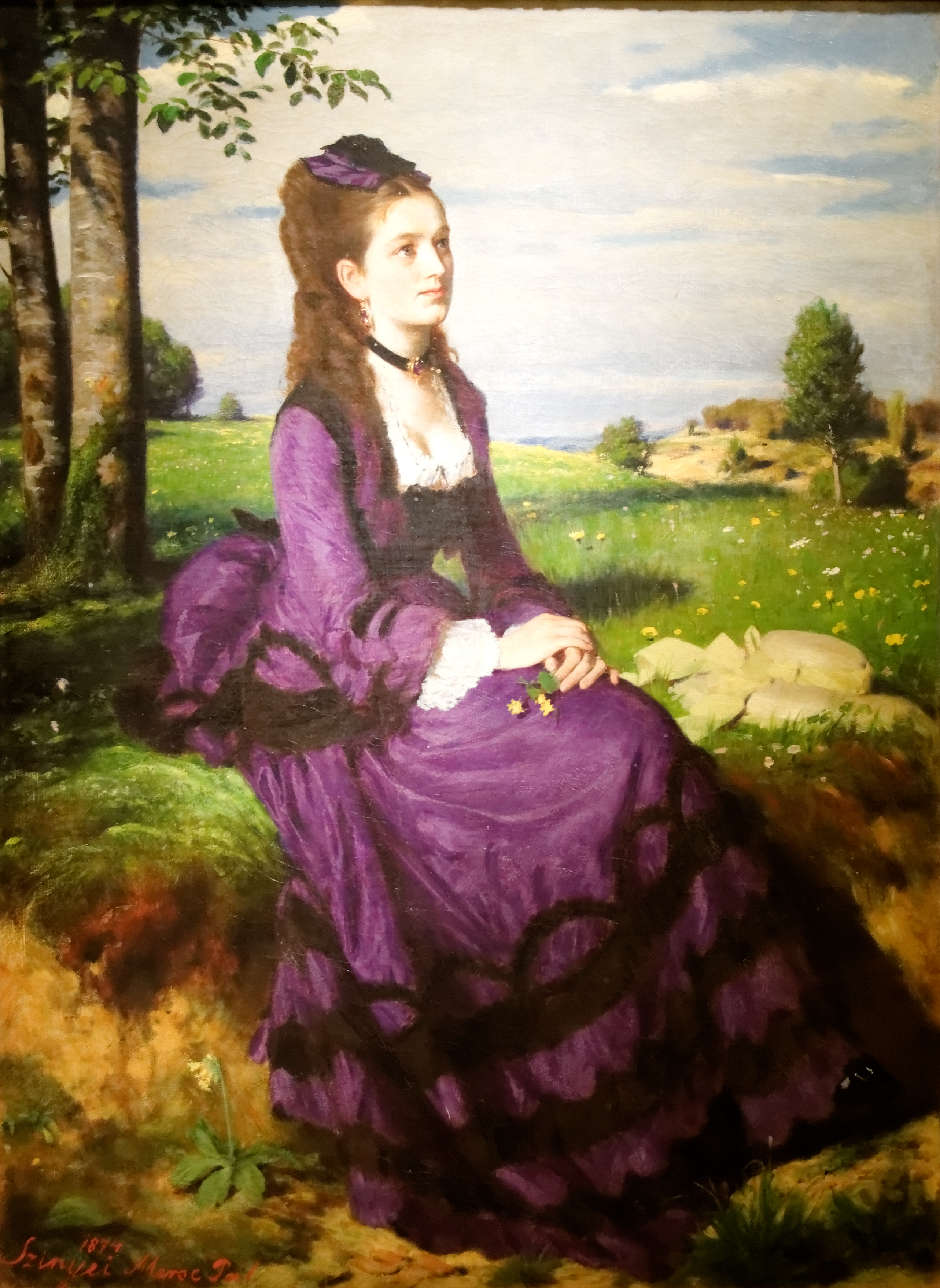
Donna in viola, 1874
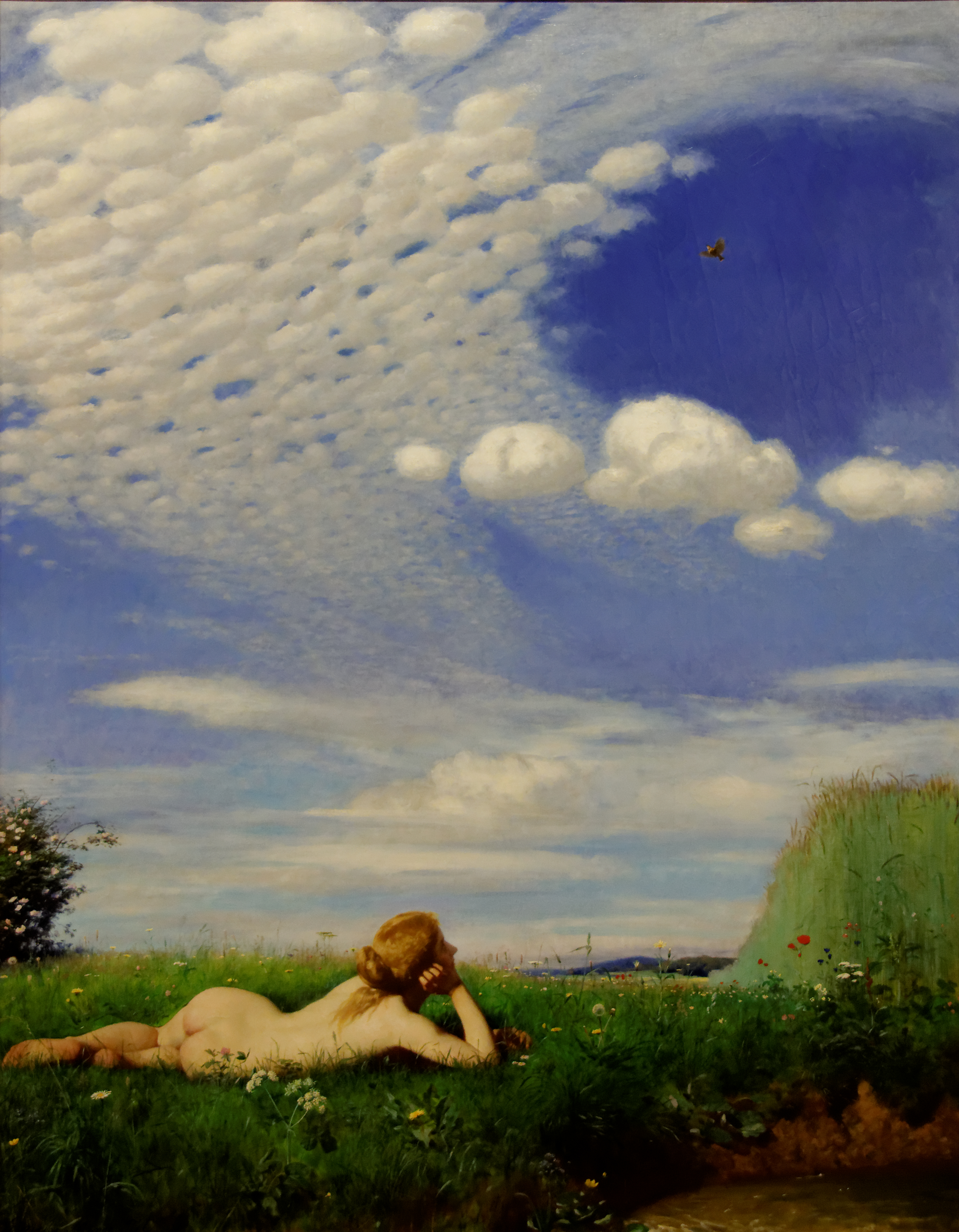
Allodola, 1882
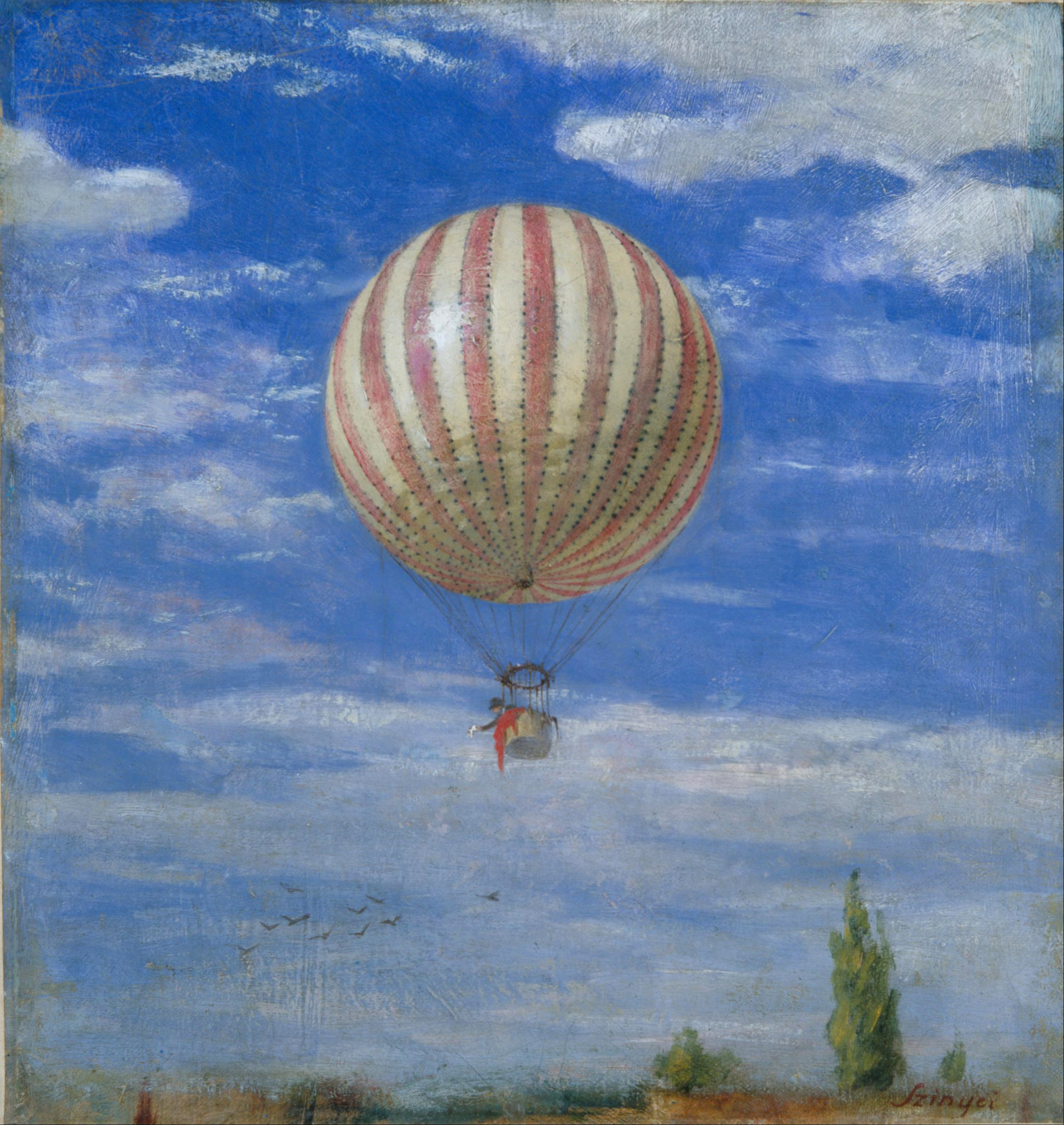
Aerostato, 1878
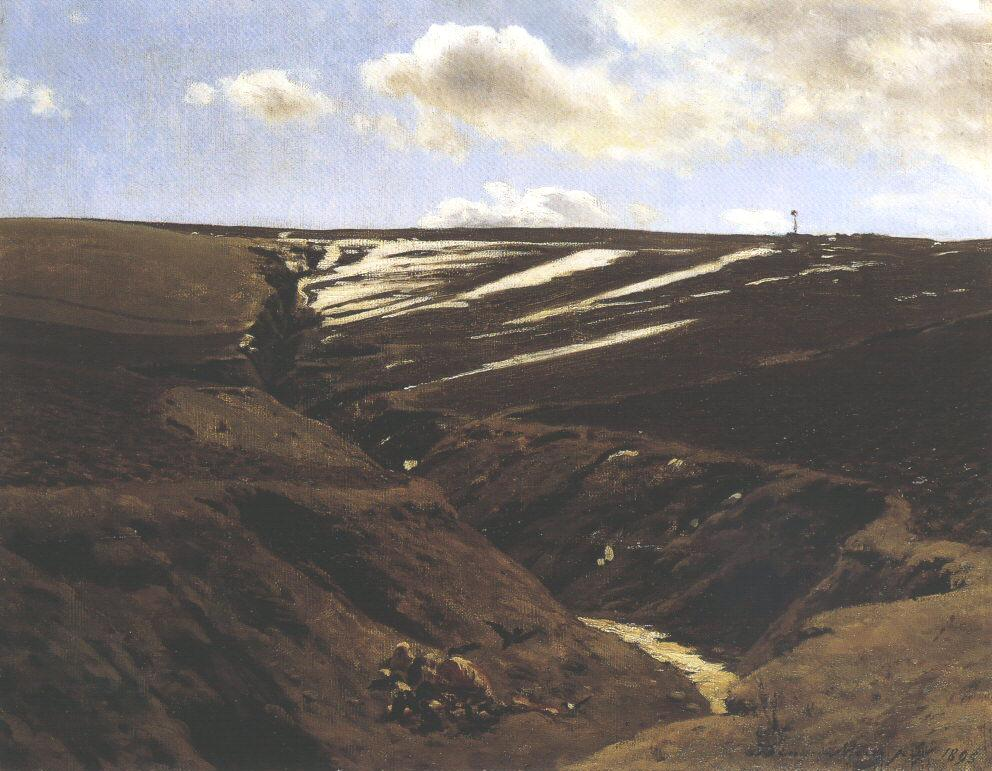
Disgelo, 1884-1895
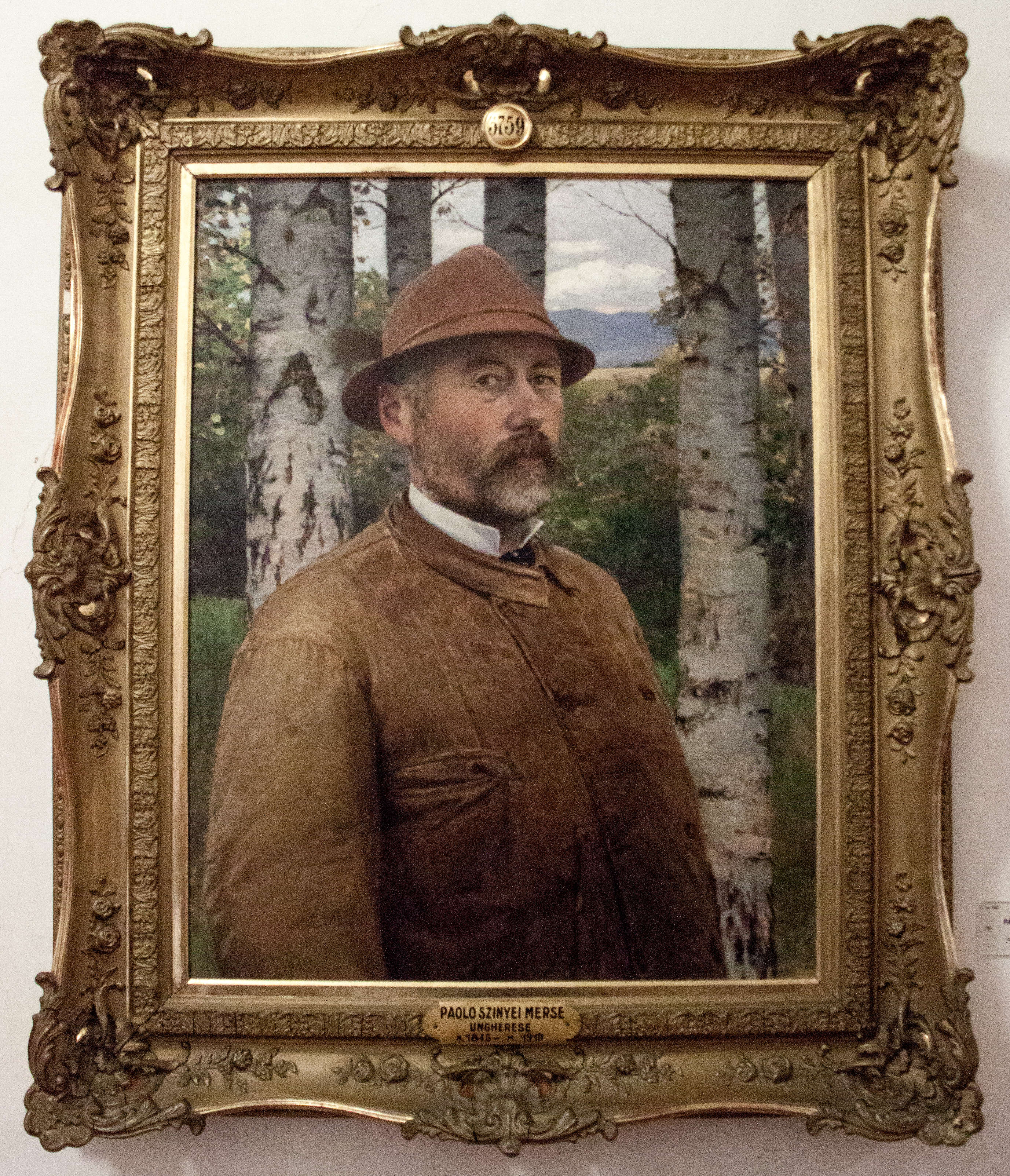
Pál Szinyei Merse, Autoritratto (Collezione di autoritratti agli Uffizi)